# ديشار دائري
ديشار دائري (الاسم العلمي: Cyclopteris)، هو جنس منقرض من سرخس البذور في الفصيلة المنقرضة «ديشارية دائرية» (Cyclopteridaceae). والأنواع من العصر الفحمي.